# Zakupnicy
Zakupnicy – przysiółek wsi Piasek Mały w Polsce położony w województwie świętokrzyskim, w powiecie buskim, w gminie Solec-Zdrój.
W latach 1975–1998 przysiółek administracyjnie należał do województwa kieleckiego.